# Ursula Moore
Ursula Moore (21 de maio de 1976) é o nome artístico de uma atriz pornográfica húngara.